# Dąbrówka (Gliwice)
Pour les articles homonymes, voir Dąbrówka.
Dąbrówka (prononciation : [dɔmˈbrufka]) est une localité polonaise de la gmina de Wielowieś, située dans le powiat de Gliwice en voïvodie de Silésie.